# Романа Векија (Латина)
Романа Векија је насеље у Италији у округу Латина, региону Лацио.
Према процени из 2011. у насељу је живело 18 становника. Насеље се налази на надморској висини од 20 м.